# Lago Blu (Ayas)
Il lago Blu (in francese, Lac bleu) è un piccolo lago alpino situato a monte di Saint-Jacques-des-Allemands, frazione di Ayas, in val d'Ayas (Valle d'Aosta).

## Descrizione

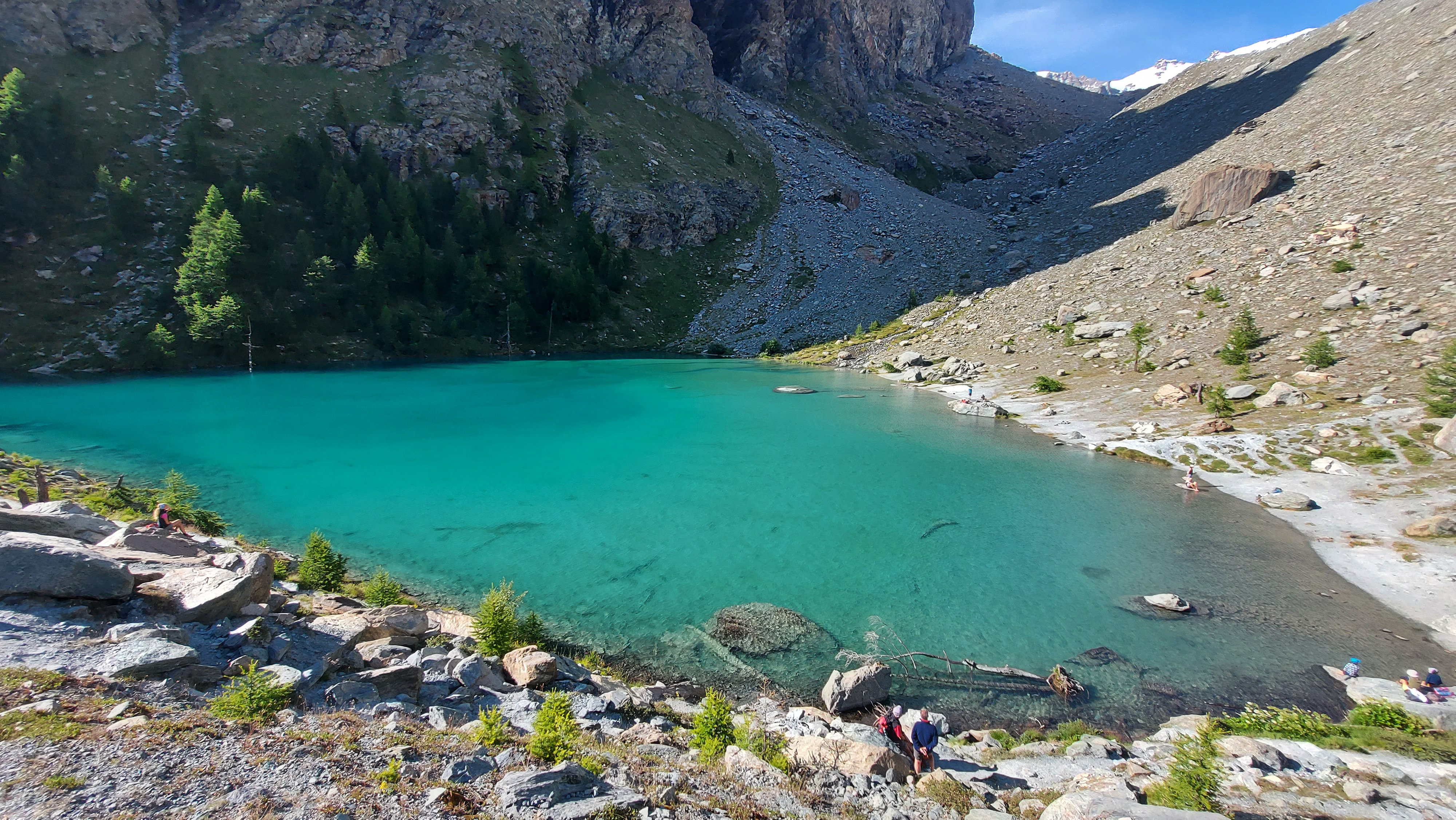
Il lago Blu.

Il lago si trova a 2184 m s.l.m. in una conca delimitata ad occidente da un ripido versante roccioso e ad oriente dalla morena destra del grande ghiacciaio di Verra.  Adagiato in una zona caratterizzata dalla presenza di detriti trasportati dal ghiacciaio e dalle colate di sassi generatesi per effetto di frane scese dai contrafforti della Rocca di Verra, appare come uno specchio d'acqua dai colori tropicali, una colorazione dovuta in realtà alla presenza di fine limo glaciale.

## Accesso
Il lago è raggiungibile con una camminata priva di difficoltà tecniche, su carrareccia fino al colmo del Plan-de-Véraz inferiore, quindi su sentiero; l'itinerario ha inizio da Saint-Jacques-des-Allemands e richiede il superamento di circa 500 m di dislivello, nonché 1 h e 30 min di cammino..